# Hochspeyer
Hochspeyer é um município da Alemanha localizado no distrito de Kaiserslautern, estado da Renânia-Palatinado.
É membro e sede do Verbandsgemeinde de Hochspeyer.